# Tyyne Leivo-Larsson
Tyyne Lilja Leivo-Larsson, född 3 mars 1902 i Nykyrka, död 1 augusti 1979 i Helsingfors, var en finländsk politiker och diplomat.
Leivo-Larsson var socialdemokratisk riksdagsledamot 1948–1958, därefter 1958–1965 ambassadör (Finlands första kvinnliga) i Oslo (samtidigt 1964–1965 i Reykjavik) och 1966–1969 åter riksdagsledamot, nu som medlem av socialdemokratiska oppositionen (Arbetarnas och småbrukarnas socialdemokratiska förbund). Hon var socialminister i flera repriser: 1948–1950, 1954–1956, 1956 och 1957 samt 1958 minister utan portfölj. Under splittringen inom den socialdemokratiska rörelsen anslöt sig Leivo-Larsson vid partikongressen 1955 till Emil Skogs oppositionella falang och uteslöts ur partiet 1958. Sistnämnda år tjänstgjorde Leivo-Larsson under en treveckorsperiod i den ordinarie statsministerns frånvaro som världens första kvinnliga regeringschef.
Som socialminister i Fagerholms regering under 1940-talets sista år deltog Leivo-Larsson i utformandet och förverkligandet av regeringens socialpolitiska program. En central målsättning var att utveckla den sociala bostadsproduktionen, det så kallade Aravasystemet.
Hon utgav boken Elämässä tapaa ja tapahtuu (1970), som handlar om personer hon träffat på under sitt liv.
Tyyne-Leivo Larsson var yngsta dotter till Erik Johan Leivo, en befälhavare Helsingfors röda garde under finska inbördeskriget 1918.